# Fish Rising
Fish Rising je první sólové studiové album britského kytaristy Stevea Hillage, vydané v roce 1975 u vydavatelství Virgin Records. Jeho nahrávání začalo v září 1974 ve studiu The Manor a poslední části byly nahrány v lednu následujícího roku. Jeho producentem byl Hillage spolu se Simonem Heyworthem.

## Seznam skladeb
Veškerou hudbu složil Steve Hillage a texty napsal Hillage spolu s Miquette Giraudy.
| Pořadí         | Název | Délka                                    |
| -------------- | --- | ---------------------------------------- |
| 1.             | „Solar Musick Suite“ 1. „Sun Song (I Love its Holy Mystery)“ 2. „Canterbury Sunrise“ 3. „Hiram Afterglid Meets the Dervish“ 4. „Sun Song (reprise)“                                            | 16:55 6:15 3:25 4:05 3:10                |
| 2.             | „Fish“ | 1:23                                     |
| 3.             | „Meditation of the Snake“ | 3:10                                     |
| 4.             | „The Salmon Song“ 1. „Salmon Pool“ 2. „Solomon's Atlantis Salmon“ 3. „Swimming with the Salmon“                                                                                                | 8:45 1:17 2:08 1:37                      |
| 5.             | „Aftaglid“ 1. „Sun Moon Surfing“ 2. „The Great Wave and the Boat of Hermes“ 3. „The Silver Ladder“ 4. „Astral Meadows“ 5. „The Lafta Yoga Song“ 6. „Glidding“ 7. „The Golden Vibe“ / „Outglid“ | 14:46 1:36 1:51 0:40 2:01 2:42 2:23 3:33 |
| Celková délka: | Celková délka: | 44:59                                    |

## Obsazení
- Steve Hillfish – kytara, zpěv
- Bombaloni Yoni – klávesy, syntezátory, doprovodné vokály
- Mike Howlett – baskytara
- Pierre Moerlen – bicí, marimba, darbuka
- Moonweed – syntezátory, tambura
- Bloomdido Glid de Breeze – saxofon, flétna
- Lindsay Cooper – fagot
- Dave Stewart – varhany, klavír